# Stazione di Caledonian Road & Barnsbury
La stazione di Caledonian Road & Barnsbury è una stazione della ferrovia North London a servizio di Barnsbury, quartiere nel borgo londinese di Islington.

## Movimento
L'impianto è servito dai treni della relazione Stratford-Richmond/Clapham Junction della London Overground, erogati da Arriva Rail London per conto di Transport for London.